# Adolf-Emil-Hütte

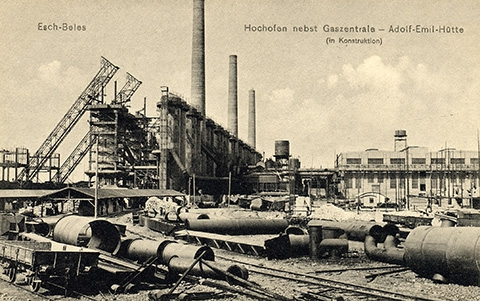
Bauphase der Hütte

Die Adolf-Emil-Hütte (AEH) wurde von 1909 bis 1912 im luxemburgischen Esch-sur-Alzette durch die Gelsenkirchener Bergwerks-AG (GBAG) als Hochofen-, Stahl- und Walzwerk errichtet. 
Ihren Namen erhielt sie nach den Montanindustriellen Emil und Adolph Kirdorf, den Leitern der GBAG. Nach einer wechselvollen Geschichte wurde der letzte Hochofen 1998 ausgeblasen. Mit Ausnahme des noch produzierenden Elektrostahl- und Walzwerks wird das Gelände heute von dem städtebaulichen Entwicklungsprojekt unter dem Namen Esch-Belval eingenommen, das einige historische Anlagen des Hüttenwerks einbezieht.

## Geschichte
Schon bald nach der Fusion der Gelsenkirchener Bergwerks-AG und des Aachener Hütten-Aktien-Vereins (AHAV) Rothe Erde im Jahre 1907 kam der Gedanke eines Neubaus eines Integrierten Hüttenwerks im luxemburgisch-lothringischen Minettegebiet auf. Die AHVA besaß seit 1892 im luxemburgischen Esch-sur-Alzette die sog. „Brasseur-Schmelz“ sowie ab 1898 im benachbarten lothringischen Audun-le-Tiche (Deutsch-Oth) ein Hüttenwerk sowie mehrere Erzgruben. Die Stadt Esch-sur-Alzette verkaufte der GBAG ein größeres Waldgelände, auf dem 1909–1912 ein Integriertes Hütten- und Walzwerk errichtet wurde. Die GBAG erhöhte zu diesem Zweck mehrfach ihr Aktienkapital. Federführend bei dem Neubauprojekt war die zur Hüttenabteilung der GBAG umgewandelte ehemalige AHAV in Aachen-Rothe Erde unter Adolph Kirdorf und dem Ingenieur Fritz Kintzlé. Gleichzeitig wurden in Aachen neue Walzwerke zur Weiterverarbeitung des Rohstahls errichtet. Die Kohleversorgung wurde durch die Zechen der GBAG im Ruhrgebiet sichergestellt.
Die zunächst sechs (geplant waren acht) Hochöfen der AEH wurden zwischen Oktober 1911 und Juli 1912 in Betrieb genommen.
Nach dem Ersten Weltkrieg und der Auflösung der deutsch-luxemburgischen Zollunion sah sich die GBAG 1919 gezwungen, die Hütte an die 1911 gegründete ARBED zu verkaufen. Auch die Aachener Werke mussten stillgelegt werden, und die GBAG geriet durch diese Verluste in Schwierigkeiten, die sie in Fusionen mit anderen Unternehmen zwangen.
Die nun als „Terres Rouges“ firmierende ehemalige Adolf-Emil-Hütte blieb weiterhin in Betrieb; in den 1960er und 70er Jahren wurden die sechs Hochöfen durch drei größere ersetzt, die in den 1990er Jahren schrittweise stillgelegt wurden. Die verbliebenen Betriebsteile der Hütte gehören heute zu ArcelorMittal.

## Beschreibung
Die Adolf-Emil-Hütte erstreckt sich nordwestlich von Esch-sur-Alzette auf einem ursprünglich etwa 200 Hektar großen Gelände. Die Anlage des Werks folgt streng dem Produktionsablauf. Von Westen her folgen aufeinander die Erzbunker, die in einer Reihe angeordneten Hochöfen, das Stahlwerk und die ausgedehnten Walzwerksanlagen. Ein weitläufiges Schienennetz umgibt und erschließt das Werk. Für die Technische Werksleitung wurde südlich des Walzwerks ein repräsentativer Verwaltungsbau mit vorgelagerten Sozial- und Laborgebäuden errichtet. Die eigentliche Zentralverwaltung für alle drei Hüttenwerke entstand dagegen an der „Brasseur-Schmelz“ oder „Aachener Hütte“: Verwaltungsbau, Kasino (heute Musik-Konservatorium) und Angestelltenwohnhäuser. Vor dem Haupteingang des Werks an der Ostseite entstanden Doppelvillen für leitende Ingenieure, außerdem zwei Arbeitersiedlungen im Stile der Gartenvorstadt in Esch-sur-Alzette. Wohl mit Ausnahme der Technischen Werksleitung wurden alle genannten Bauten von dem deutschen Architekten Paul Tafel entworfen, außerdem das Betriebsbüro der Hochöfen, heute Sitz der Entwicklungsagentur „Agora“. Auch für die benachbarte Hütte von Audun-le-Tiche schuf Tafel Werks- und Sozialbauten.

## Stilllegung und Teilerhalt
Im Zusammenhang mit der Stilllegung des Hochofenwerks wurde beschlossen, zwei Hochöfen (siehe: Hochöfen von Belval), die Gebläsehalle sowie einige kleinere Bauten als Industriedenkmale zu erhalten und in das städtebauliche Entwicklungsprojekt Esch-Belval zu integrierten, wobei die weitere Nutzung der Gebläsehalle nach wie vor ungeklärt ist (Stand Okt. 2024). Der „Fonds Belval“ wurde mit der Konservierung und touristischen Erschließung der verbleibenden Hochöfen A und B betraut. Vor allem die „Amicale des Haut-Fournaux“ (Freunde der Hochöfen) setzt sich für die Erforschung der historischen Adolf-Emil-Hütte und den Erhalt der Industriedenkmale ein.